# ناوچه الوند
| ناو الوند ایران ·                  | ناو الوند ایران · |
| ---------------------------------- | --- |
| فرمانده : ناخدا دوم عرشه حسین ظریف | |
| اطلاعات کلی                        | |
| برگرفته از نام                     | واسپر کلاس ام‌کا۵ |
| نوع کشتی                           | ناوچه |
| کلاس                               | الوند |
| کشور سازنده                        | بریتانیا |
| ساخت کارخانه                       | واسپر تورنیکرافت |
| تاریخ سفارش                        | ۱۹۶۷ |
| ورود به ناوگان                     | ۱۹۷۱ و ۱۹۷۲ |
| مشخصات                             | |
| طول کشتی                           | ۹۴٫۵ متر |
| پهنای بدنه                         | ۱۱٫۰۷ متر |
| ارتفاع ستون                        | ۳٫۲۵ متر |
| بارگیری استاندارد                  | ۱٬۱۰۰ تن |
| حداکثر ظرفیت بارگیری               | ۱۵۴۰ تن |
| نوع موتور                          | ۲ موتور دیزلی پکسمن ونتورا ، این موتور ها در بازسازی های بعدی با موتورهای توان بالاتر جایگزین شدند . با قدرت ۳٫۸۰۰ bhp ۲ موتور توربین گاز رولزرویس المپوس با قدرت ۴۶٫۰۰۰ اسب بخار |
| تعداد خدمه                         | ۱۲۵ تا ۱۴۶ نفر |
| سرعت                               | ۱۷ گره دریایی (۳۱ ک‌م) با موتور دیزلی ۳۹ گره (۷۲ ک‌م) با توربین گاز |
| برد عملیاتی                        | ۹ هزار کیلومتر باسرعت ۲۸ ک‌م |
| جنگ‌افزارها                         | |
| توپخانه                            | ۱ × توپ ۱۱۴ میلیمتری مارک-۸ ۲ × اژدر سه‌گانه ۳۲۴ میلیمتری |
| سیستم موشکی                        | ۸ سی-۸۰۲ (در ۲ لانچر ۴تایی) دراصل: ۵ مارته در لانچر ۵تایی |
| توپخانه ضدهوایی                    | ۱ × توپ ۲۰ م‌م ۱ x توپ دولول ۳۵ م‌م |
| موشک دفاع هوایی                    | ۹ موشک گربه دریایی در ۳ لانچر ۳تایی (در ۱۹۹۵ برداشته شد) |
| سرنوشت                             | |

ناوچه الوند نخستین ناوچه‌های کلاس سام نیروی دریایی ایران است که در سال ۱۹۶۷ در کارخانه بریتانیایی ووسپر تورنیکرافت به سفارش ارتش ایران تولید و در ۱۹۷۱ به نیروی دریایی ایران پیوست. این ناوچه پیش از انقلاب با نام سام (یا سام۱) شناخته می‌شد و ۳ ناوچه خواهر آن با نام‌های زال، رستم و فرامرز شناخته می‌شدند که پس از انقلاب به ترتیب به البرز، سبلان و سهند تغییر نام دادند.
این ناوچه به ندرت خارج از آبهای ایران دیده شده بود تا اینکه در ۲۲ فوریه سال ۲۰۱۱ با وارد شدن به کانال سوئز و حرکت به سمت سوریه برای شرکت در یک مانور در آن کشور خبرساز شد. این اولین بار پس از انقلاب اسلامی در ایران بود که کشتی‌های نظامی ایرانی از این کانال عبور میکنند.

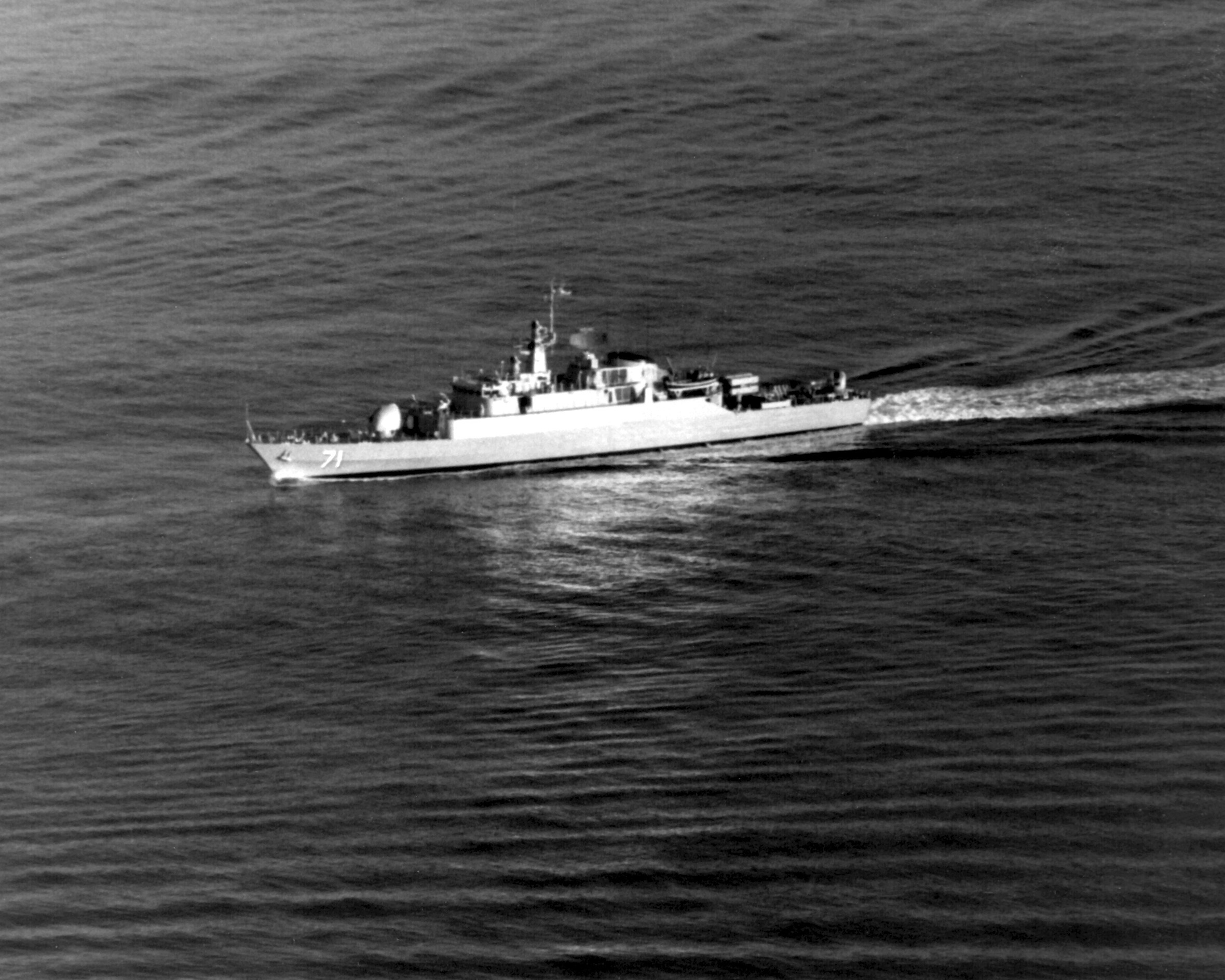
ناوچه الوند در سال ۱۹۷۷